# Det Nye Allerød
Det Nye Allerød var en tværpolitisk borgerliste i Allerød Kommune, som har været repræsenteret i byrådet fra 2010-2016. Borgerlisten valgte i februar 2016 at indgå i Nye Borgerlige.

## Valghistorik
| Valg | Stemmer | Stemmer | Mandater |
| Valg | #       | %       | Mandater |
| ---- | ------- | ------- | -------- |
| 2009 | 1.133   | 8,6     | 2 / 21   |
| 2013 | 1.310   | 9,1     | 2 / 21   |